# Auriol (Bouches-du-Rhône)
Auriol  este o comună din sud-estul Franței, situată în departamentul Bouches-du-Rhône, în regiunea Provence-Alpi-Coasta de Azur. Denumirea locuitorilori în limba franceză este les Auriolais, Auriolaises